# Squeeze Me Ahead of Line
Squeeze Me Ahead Of Line ist das Debütalbum der Berliner Free-Jazz-/Mathcore-Band The Season Standard. Es wurde am 11. Juli 2008 veröffentlicht.

## Stil und Rezeption
Die Band selbst beschreibt ihren Stil als Potpourri aus Mathcore, Free Jazz und zeitgenössischem Funk. Mitunter wird sie mit King Crimson und Sieges Even verglichen, der Gesang von Mathias Jähnig mit dem von The Mars Volta.
Tobias Hinrichs von Plattentests.de schrieb über diesen Spagat zwischen Pop, Jazz und Progressive Rock:

„So dürfte es sich anhören, wenn man im Inneren eines Bienenstocks zu höchstprozentigem Honigwein eine Handvoll selbstbeschleunigter Flummis einwirft, um im Jamiroquai-Slide drüber, drunter und durch Laserlichtschranken zu steppen - und dabei sorgsam darauf achtet, vom kostbaren Met keinen Tropfen zu verschütten.“

## Titelliste
1. A Seadog Grotesque (5:56)
2. The Water Fellow (3:47)
3. 12 Inches Nose Makes Disco (3:58)
4. Kaira (5:56)
5. Makk (6:48)
6. Xylan (4:50)
7. Tisa (4:34)
8. The Sheep Sheep (5:01)
9. Super Push (7:46)

## Trivia
Bei der Arbeit an diesem Album standen The Season Standard einige Personen aus dem Umfeld von King Crimson zur Seite:
- Als Produzent fungierte Markus Reuter, der bereits mit Pat Mastelotto zusammenarbeitete.
- In Lied 7 („Tisa“), das von Allmusic als eines von drei „AMG Track Picks“ ausgewählt wurde,[5] ist Trey Gunn an der Warr Guitar zu hören.